# NZR clase EW

La locomotora clase EW del Ferrocarril de Nueva Zelanda fue una clase de locomotora eléctrica articulada usada en Wellington, Nueva Zelanda. La clasificación 'EW' se debió a que era una locomotora Eléctrica en Wellington.

## Introducción

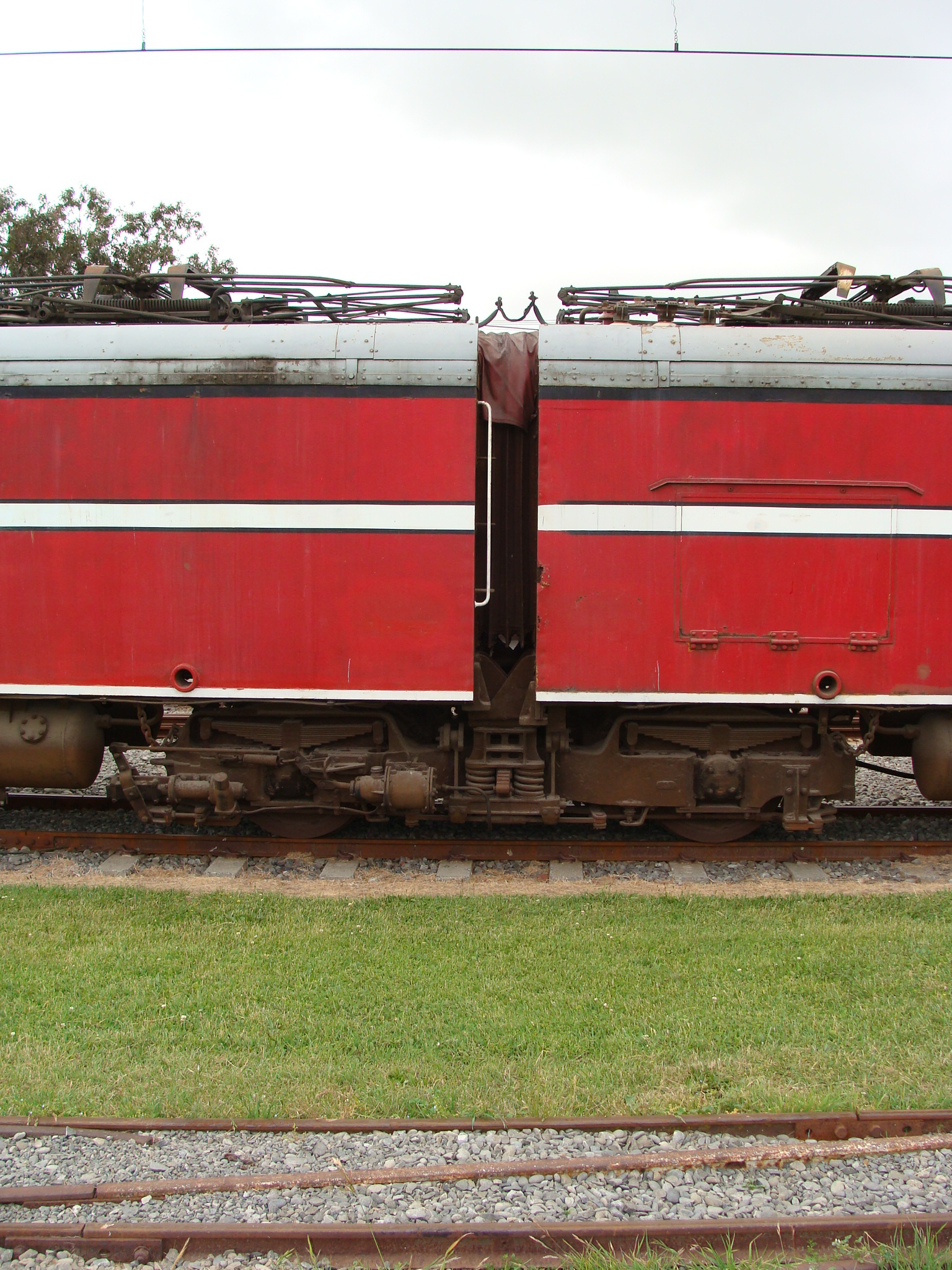
El bogie Jacobs y los fuelles de la EW 1806.

Fueron fabricadas por English Electric en 1952, Se utilizaron para remolcar los trenes de pasajeros de la región electrificada con 1500 V CC, y como máquina auxiliar entre Paekakariki y Pukerua Bay.
Fueron las primeras máquinas en Nueva Zelanda en utilizar la configuración Bo-Bo-Bo, las otras fueron las clase DJ y las clase EF. En todos los casos, esta disposición de ruedas se utilizó para obtener un bajo peso por eje, debido a las condiciones de la vía. La clase EW difiere de las otras en que es articulada sobre el bogie central (sobre el bogie Jacobs), mientras que las otras dos no lo son, teniendo el bogie central desplazamiento hacia los costados.

## Retiro

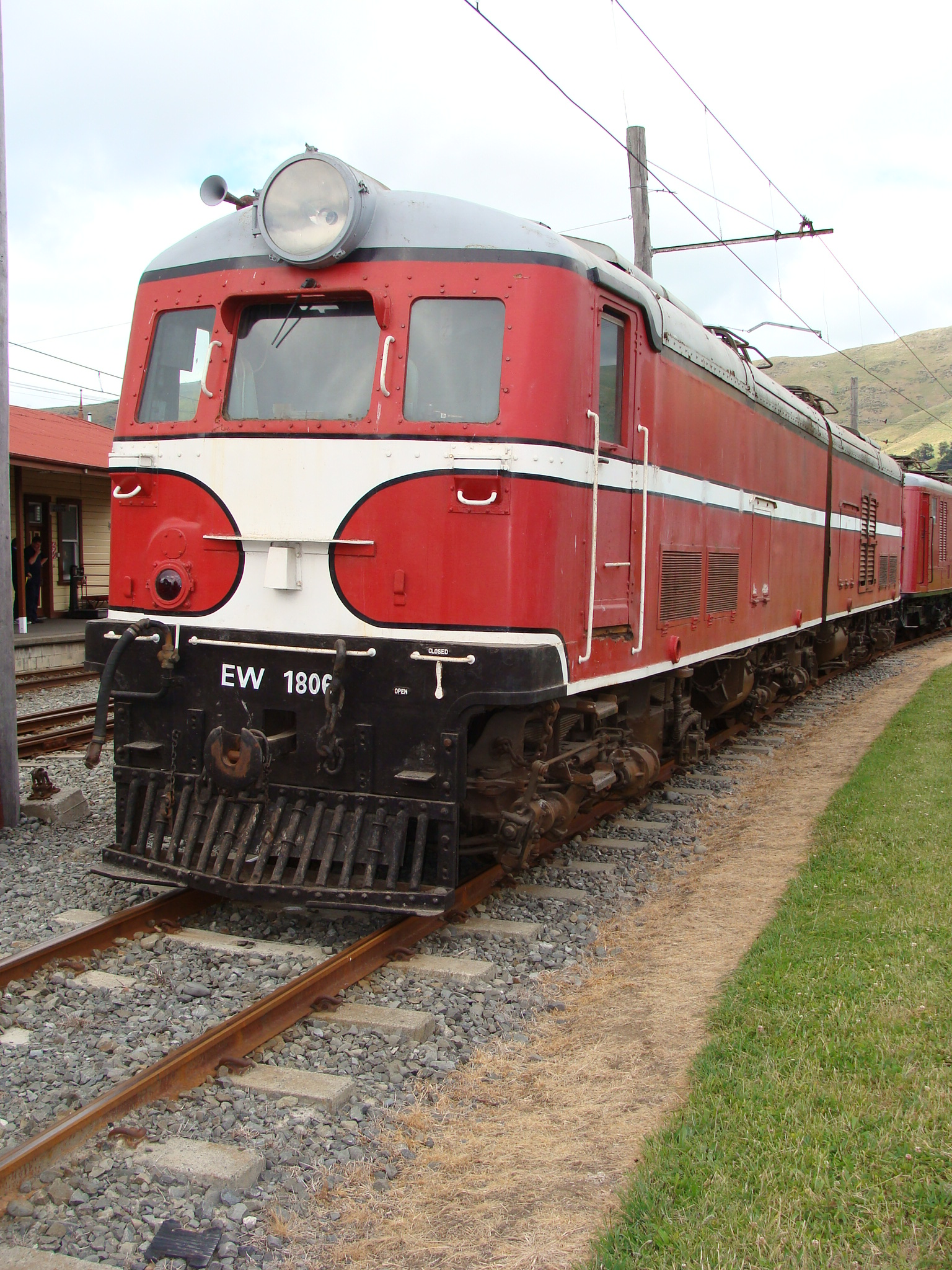
Ew 1806 at the Ferrymead Heritage Park.

Durante la década de 1960, los túneles en esta sección se redujeron de manera que las locomotoras diésel Clase DA podían arrastrar los trenes por todo el camino hasta Wellington. Con la introducción de las unidades Clase EM en 1982, la clase EW fue aún más relegada. Se intentó usar dos unidades de la clase en la sección electrificada Otira-Paso de Arthur en South Island, pero las locomotoras simplemente no podían con el duro entorno montañoso, incluyendo la pendiente de 1/33 del túnel Otira. Para 1988, todas habían sido retiradas del servicio. Se preservaron dos unidades, una en el Ferrymead en Christchurch y la otra en el Mainline Steam en Plimmerton, al norte de Wellington.

## Registro de Clase
| Número TMS | Número original | Notas                                   |
| ---------- | --------------- | --------------------------------------- |
| 107        | 1800            | Desguazada                              |
| 113        | 1801            | Desguazada en Woolston, 1988            |
| 136        | 1802            | Retirada en 1981, desguazada            |
| 142        | 1803            | Desguazada                              |
| 159        | 1804            | Desguazada                              |
| 165        | 1805            | Preservada por el Mainline Steam        |
| 171        | 1806            | Preservada por el Ferrocarril Ferrymead |